# Antonio Lamela
Pour les articles homonymes, voir Lamela.
Antonio Lamela Martínez, né le 18 décembre 1926 à Madrid et mort le 1er avril 2017 dans la même ville, est un architecte espagnol.
Il compte plus de 800 œuvres architecturales dans la ville de Madrid, dont les Tours Colomb construites dans les années 1960 et 1970, l'aménagement de la Place Colomb en 1969 ou encore la rénovation du stade Santiago Bernabéu en 1993. Il réalise aussi en collaboration avec l'architecte britannique Richard Rogers le terminal T-4 de l'aéroport Adolfo-Suárez de Madrid-Barajas. Il est responsable du projet de nouveau terminal de l'aéroport de Varsovie-Chopin de 2000 à 2008.
Il est l'auteur de plusieurs équipements touristiques sur la Costa del Sol, en Andalousie. A Torremolinos il fera construite l'ensemble La Nogalera (1966) et le complexe touristique de Playamar (1970) composé de 21 tours de 15 étages. Ce complexe a obtenu la Plaque d'Or du Mérite Touristique en 1969. Il a également été récompensé « pour le meilleur jardin de la Costa del Sol ».